# Paolo de Lorenzi
Paolo de Lorenzi (Ceneda, 1733 – dopo il 1790) è stato un pittore italiano.
Attivo nel tardo barocco, fu allievo di Giovanni Battista Bellucci e Giovanni Battista Piazzetta. Perse progressivamente la vista.